# Abdelaziz Lakriaa
Abdelaziz Lakriaa, (en arabe : عبد العزيز لقريعة) né en 1963 à Sidi Slimane, est un agriculteur et homme politique marocain. Il a été désigné président du groupe parlementaire de l'Union démocratique en 2001.

## Biographie
Abdelaziz Lakriaa est un agriculteur et homme politique marocain. Il est né à Sidi Slimane, une ville située dans la Gharb-Chrarda-Beni Hssen au Maroc.
Lakriaa a étudié à Montréal et a obtenu un diplôme d'études collégiales avant de retourner au Maroc. Il a également obtenu un diplôme de l'école d'administration et direction des affaires en 1987.
Au cours de sa carrière politique, Lakriaa s'est concentré sur la promotion de l'agriculture et sur la défense des droits des agriculteurs. Il a travaillé à la mise en place de politiques visant à améliorer les conditions de vie et de travail des agriculteurs et à garantir leur accès aux ressources nécessaires pour leur activité.
En tant que membre du Parlement, Lakriaa a participé à de nombreux débats et discussions sur des questions importantes pour le Maroc et pour la région de Kénitra, notamment en matière d'agriculture, d'économie et de développement régional. Il a également travaillé en étroite collaboration avec d'autres membres du Parlement pour trouver des solutions aux défis auxquels sont confrontés les agriculteurs et les habitants de la région.
En dehors de son travail au Parlement, Lakriaa a également été très actif au sein du parti l'Union démocratique, où il a occupé plusieurs postes importants, notamment celui de membre du bureau politique.
Lakriaa est connu pour son engagement en faveur de la promotion de l'agriculture durable et pour son travail en faveur des agriculteurs et des habitants de la région de Kénitra. Il continue de travailler sur sa propre ferme dans la région, ce qui lui permet de rester en contact avec les réalités de la vie rurale et de mieux comprendre les défis auxquels sont confrontés les agriculteurs.